# 黑缘单鳍鱼
黑緣擬金眼鯛，又稱黑緣單鰭魚，俗名三角仔、刀片，為輻鰭魚綱鱸形目擬金眼鯛科的其中一個種。

## 分布
本魚分布於印度西太平洋區，包括東非、馬達加斯加、模里西斯、塞席爾群島、馬爾地夫、紅海、阿曼灣、阿拉伯海、斯里蘭卡、印度、安達曼海、泰國、馬來西亞、菲律賓、越南、印尼、日本、台灣、中國沿海、新幾內亞、所羅門群島、澳洲等海域。

## 深度
水深1至30公尺。

## 特徵
本魚體呈棕色，頭部及背部顏色較黑，旗下顏色較淡或略帶銀色，鱗片上多少有些黑點。體高呈卵圓形，側扁，尾柄較細長，臀鰭基底甚長，大於背鰭機抵償3.2倍。體被圓鱗，眼大，下頜較突出。側線完整，由鰓蓋外緣延伸至尾鰭末端，側線上方有鱗列6至7列。背鰭末梢呈黑褐色，胸鰭基底無黑斑或黑帶。臀鰭前部末梢及尾鰭上亦呈褐色。背鰭硬棘6枚、軟條9枚；臀鰭硬棘3枚、軟條31至43枚。側線鱗片數60至65枚。體長可達20公分。

## 生態
本魚棲息在珊瑚礁區，常成群活動，屬夜行性魚類，肉食性，以小魚及小型無脊椎動物為食。

## 經濟利用
體型特殊，適合做觀賞魚，亦可食用，一般煮清湯。